# IC 737
IC 737 ist eine linsenförmige Galaxie vom Hubble-Typ S0/a? im Sternbild Löwe an der Ekliptik. Sie ist schätzungsweise 180 Millionen Lichtjahre von der Milchstraße entfernt und hat einen Durchmesser von etwa 50.000 Lichtjahren.
Im selben Himmelsareal befinden sich u. a. die Galaxien NGC 3908, IC 735, IC 736.
Das Objekt wurde am 23. April 1892 vom französischen Astronomen Stéphane Javelle entdeckt.